# 索尔茨-奥斯戈尔
索尔茨-奥斯戈尔（法語：Soorts-Hossegor，法語發音：[sɔʁts ɔsgɔʁ]）是法国朗德省的一个市镇，位于该省西南部，属于达克斯区。

## 地理
索尔茨-奥斯戈尔（43°39'30"N, 1°25'38"W）面积14.51 平方千米，位于法国新阿基坦大区朗德省，该省份为法国西南部沿海省份，是法國本土面积第二大的省，北起吉倫特省，西临大西洋，南至大西洋比利牛斯省，东临热尔省，东北与洛特-加龍省接壤。索尔茨-奥斯戈尔西部为大西洋，而中部为奥斯戈尔湖。
与索尔茨-奥斯戈尔接壤的市镇（或旧市镇、城区）包括：卡布勒通、昂格雷斯、塞尼奥斯。
索尔茨-奥斯戈尔的时区为UTC+01:00、UTC+02:00（夏令时）。

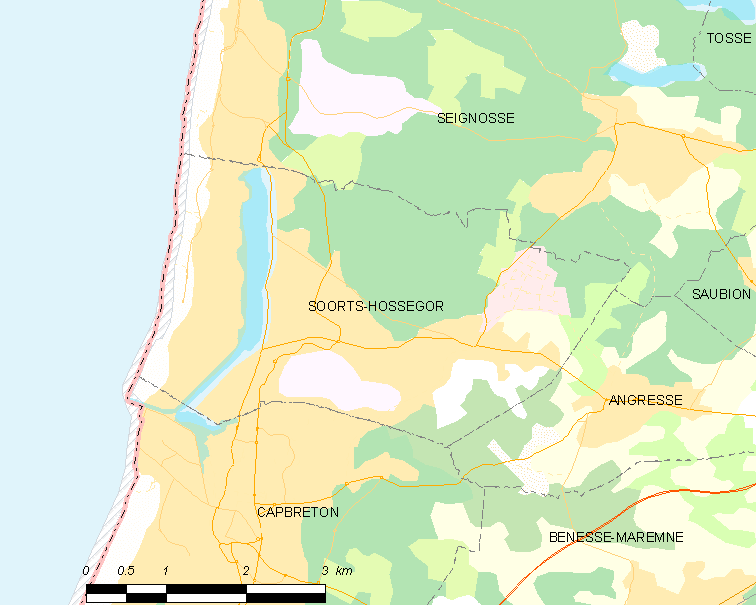
索尔茨-奥斯戈尔的OSM定位图

## 行政
索尔茨-奥斯戈尔的邮政编码为40150，INSEE市镇编码为40304。

## 政治
索尔茨-奥斯戈尔所属的省级选区为马朗桑南县。

## 人口

1962-2008年间索尔茨-奥斯戈尔人口变化图示

索尔茨-奥斯戈尔于2022年1月1日时的人口数量为3669人。